# Wim de Knijff
Wim de Knijff (Amsterdam, 10 juli 1944) is een Nederlandse voormalig radio- en televisiepresentator en daarnaast ook schrijver van christelijke boeken.
Na de middelbare school volgde De Knijff van 1960 tot 1965 de kweekschool (later overgaan in de PABO). Daarna was hij werkzaam in het onderwijs, en actief in het jongerenwerk van zijn eigen kerk, zoals in de leiding van de zondagsschool. 

## Evangelische Omroep
Eind 1970 werd aan hem gevraagd of hij bij de net opgerichte Evangelische Omroep wilde gaan werken om zich bezig te houden met de ontwikkeling van verschillende kinderprogramma's. Hier ging hij mee aan de slag en hij hielp vaak ook mee met de uitvoering daarvan. Overigens bleef hij daarnaast tot 1979 twee dagen per week voor de klas staan en ging ook zijn kerkelijke jongerenwerk door. Het meest bekende programma van zijn hand is de EO Kinderkrant, waarin knutselwerkjes en Bijbelse vertellingen vaste ingrediënten waren, en waarvan hij en Lanny Tan de bekende gezichten werden. Hij presenteerde verschillende radio- en tv-programma's, zoals De open cirkel en Midlife-magazine. 
Ook heeft hij, mede als begeleiding van zijn programma's voor de EO, verschillende boeken geschreven. Verder heeft hij in het verleden onder andere op de EO-Jongerendag gesproken. De Knijff werd in 1988 benoemd tot hoofd van de afdeling jongerenprogramma's en de Ronduit-club, de jongerentak van de EO. In die functie werkte hij meer achter de schermen. Vanaf 1995 was hij stafmedewerker op de afdeling Research & Development, waar hij voornamelijk onderzoek deed naar trends in de jongerencultuur en hoe de EO daarop in kon spelen. 
Sinds 2006 is De Knijff met pensioen. Hij bleef actief door te preken, en ondersteuning te verlenen aan kerkelijk werkers. Daarnaast spreekt hij nog steeds met enige regelmaat in kerken of voor christelijke groepen.